# Giuseppe Mojoli
Giuseppe Mojoli (ur. 31 sierpnia 1905 w Covo, zm. 9 marca 1980) – włoski duchowny rzymskokatolicki, arcybiskup tytularny, dyplomata papieski.

## Biografia
18 marca 1928 otrzymał święcenia prezbiteriatu.
27 września 1960 papież Jan XXIII mianował go internuncjuszem apostolskim w Etiopii oraz arcybiskupem tytularnym larissyjskim. 28 października 1960 przyjął sakrę biskupią z rąk Jana XXIII. Współkonsekratorami byli jałmużnik papieski abp Diego Venini oraz biskup Imoli Benigno Carrara.
Jako ojciec soborowy wziął udział w soborze watykańskim II (z wyjątkiem pierwszej sesji).
14 listopada 1969 papież Paweł VI mianował go nuncjuszem apostolskim na Malcie. Urząd ten pełnił do grudnia 1971.